# تنشو: ستيلث أساسنز
تنشو: ستيلث أساسنز (بالإنجليزية: Tenchu: Stealth Assassins)‏ ، هي لعبة فيديو من نوع تسلل وأكشن مغامرات، أنتجت شركة أكواير اليابانية سنة 1998م، وهي الجزء الأول من سلسلة لعبة تنشو.

## وصلات خارجية
- الموقع الرسمي
 (باليابانية)
- تنشو: ستيلث أساسنز على موبي غيمز